# Frieda Wiegand
Frieda Sylvestra Wiegand (geboren am 31. Dezember 1911, in Darmstadt; gestorben am 15. Juni 1998 in Bleckede) war eine deutsche Grafikerin, die vornehmlich im nord- und süddeutschen Raum tätig war.

## Beruflicher Werdegang
Ab 1931 besuchte Frieda Wiegand die private Schule Reimann in Berlin-Schöneberg und ließ sich dort zur Gebrauchsgrafikerin ausbilden. 1935 wurde sie an der Schule Assistentin für Grafik und konstruktives Zeichnen und wirkte ab 1941 als Dozentin. Das Schulgebäude wurde 1943 vollständig zerstört und der Schulbetrieb danach nicht wieder aufgenommen. 1944 zog Wiegand nach Irschenhausen, wo sie auch privaten Unterricht in Kalligrafie gab. 1950 erfolgte der Umzug nach Hamburg, wo sie vor allem Titelblätter und Buchillustrationen (u. a. mit Linolschnitt und Klecksographie) für Verlage, insbesondere die Europäische Verlagsanstalt, die Agentur des Rauhen Hauses und den in Ebenhausen ansässigen Langewiesche-Brandt Verlag entwarf. Für diesen Verlag gestaltete sie ab den 1950er-Jahren auch mehrere Signets. Daneben entstanden seit 1960 freie Arbeiten. Ihre Originale signierte sie häufig mit Fridolin.
Es ist ein Brief der Künstlerin Käthe Kollwitz aus dem Jahre 1941 überliefert, in dem sie anerkennende Worte zu der Arbeit von Frieda Wiegand ausdrückt und zu ihrer Lebenssituation während des Zweiten Weltkriegs Stellung nimmt. In Irschenhausen hatte sie intensiven Kontakt zu der Familie des Malers Adolf Erbslöh. In Hamburg Freundschaft mit Tatiana Ahlers-Hestermann, Maria Pirwitz und Karl Goris. Sie war ein aktives Mitglied der GEDOK.

## Werk
In der Sammlung Grafik und Plakat des Museum für Kunst und Gewerbe Hamburg befinden sich 285 Arbeiten von Wiegand, die überwiegend Buchtitel darstellen. Sie entstanden hauptsächlich unter der Verwendung kalligrafischer Techniken entstanden sind.

## Ausstellungen
- Ein kleines Welt-Theater. Aquarelle und Grafik von Frieda Wiegand, Hamburg, 1985.[6]
- The F*word – Guerrilla Girls und feministisches Grafikdesign, Museum für Kunst und Gewerbe Hamburg, 16.02.–17.09.2023.[7]
- Wiki Women – Wissen gemeinsam ergänzen, Museum für Kunst und Gewerbe Hamburg, 27.05.–24.09.2023.[8]

## Belege
1. ↑  Personenverzeichnis der Sammlung Grafik und Plakat des Museum für Kunst und Gewerbe Hamburg.
2. ↑  Kulturbehörde der Freien und Hansestadt Hamburg (Hrsg.): Künstler in Hamburg. Christians Verlag, Hamburg 1982, ISBN 3-7672-0749-4.
3. ↑  Langewiesche-Brandt Verlag. In: langewiesche-brandt.de. Kristian Wachinger, abgerufen am 12. August 2023.
4. ↑  Georg Kurt Schauer: Kleine Geschichte des deutschen Buchumschlages im 20. Jahrhundert. Königstein im Taunus, 1962.
5. ↑  E-Mail von Kristian Wachinger (Langewiesche-Brandt Verlag) an Joanna Klysz-Hackbarth (Museum für Kunst und Gewerbe Hamburg) vom 23. Januar 2023; Personenverzeichnis der Sammlung Grafik und Plakat des Museum für Kunst und Gewerbe Hamburg.
6. ↑  Kuratiert von Nils Jockel; Personenverzeichnis der Sammlung Grafik und Plakat des Museum für Kunst und Gewerbe Hamburg.
7. ↑  The F*word | MK&G. 2. November 2022, abgerufen am 12. August 2023.
8. ↑  Wiki Women | MK&G. 10. Mai 2023, abgerufen am 12. August 2023.

| Personendaten    | Personendaten                                  |
| ---------------- | ---------------------------------------------- |
| NAME             | Wiegand, Frieda                                |
| ALTERNATIVNAMEN  | Wiegand, Frieda Sylvestra (vollständiger Name) |
| KURZBESCHREIBUNG | deutsche Grafikerin                            |
| GEBURTSDATUM     | 31. Dezember 1911                              |
| GEBURTSORT       | Darmstadt                                      |
| STERBEDATUM      | 15. Juni 1998                                  |
| STERBEORT        | Bleckede                                       |